# Албињи на Саони
Албињи на Саони (фр. Albigny-sur-Saône) је насељено место у Француској у региону Рона-Алпи, у департману Рона.
По подацима из 2009. године број становника у месту је био 2.745, а густина насељености је износила 1,068 становника/км².

## Демографија
| 1962. | 1968. | 1975. | 1982. | 1990. | 2011. |
| ----- | ----- | ----- | ----- | ----- | ----- |
| 2.607 | 2.506 | 2.405 | 2.653 | 2.836 | 2.755 |